# Baran (Meral)
Baran is een bestuurslaag in het regentschap Karimun van de provincie Riouwarchipel, Indonesië. Baran telt 13.104 inwoners (volkstelling 2010).